# Boo
Boo – wieloparadygmatowy język programowania o statycznie definiowanych typach. Przeznaczony jest dla Common Language Infrastructure. Jego składnia inspirowana jest językiem Python.
Boo jest wolnym oprogramowaniem rozwijanym na licencji MIT/BSD.
Może być użyty z platformą .NET Framework lub Mono.

## Przykładowy program

### Hello world!
```
print
 
"Hello World!"

```